# 长乐镇 (平度市)
长乐镇是中国山东省青岛市平度市下辖的一个镇。

## 行政区划
长乐镇下辖长青居委会、河崖刘家村、河崖王家村、胡家庄村、前沙岭村、后沙岭村、东升村、陈家村、徐王村、大孙家村、东高家村、西高家村、后高家村、任王庄村、强家村、北许家村、涩埠村、大陈家村、北坡子村、院东村、苗家村、荆家村、石柱子村、麻湾村、王埠庄东村、王埠庄西村、西韩家村、桑杭村、大朱家村、钟家村、唐家村、冯家村、沙沟村、王家村、孙家庄村、南韩家村、前吴家村、西辛旺村、中辛旺村、东辛旺村、芦家村、崔家疃村、棣家疃村、刘家疃村、陈家庄村、季家疃村、祝哥庄村。

## 人口
2010年中国第六次人口普查时，长乐镇共有人口29191人。共有家庭9675户，平均每户2.92人。14岁以下的少年儿童共4170人，占总人口14.28%；15-64岁人口共21048人，占总人口72.10%；65岁及以上的老年人共3973人，占总人口的13.61%。男性共计14781人，占总人口50.63%；女性共计14410，占总人口49.36%。本地居住的人口中，拥有本地户籍的人口为28527人，占97.72%。
1. ↑  中国国务院人口普查办公室、中国国家统计局人口就业统计司等. . 统计年鉴分享平台: 表15 山东省乡、镇、街道人口. 2010  [2018-07-19]. （原始内容 (收费)存档于2018-07-19）.